# Gerd Ruge

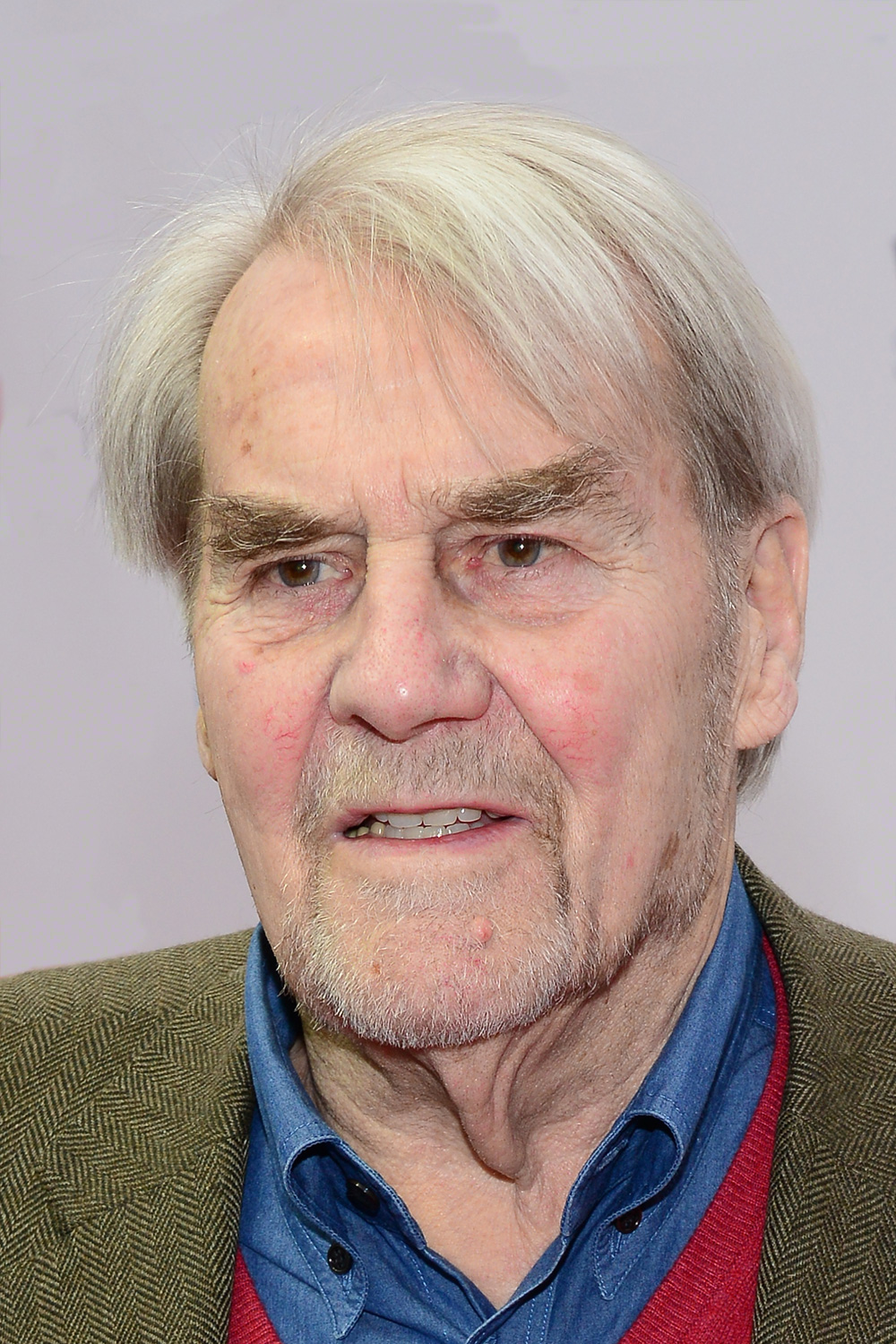
Gerd Ruge (2014)

Gerd Ruge (* 9. August 1928 in Hamburg; † 15. Oktober 2021 in München) war ein deutscher Journalist.

## Leben und Werk
Gerd Ruge wurde als Sohn des Arztes Werner Ruge und dessen Frau Gertrud, geb. Lüdemann, in Hamburg geboren. 1946 legte er das Abitur ab und lernte Russisch, Englisch und Französisch. 1949 begann Ruge seine journalistische Laufbahn beim Generaldirektor Adolf Grimme im NWDR, wo Rundfunkreportagen aus dem Ausland zum Schwerpunkt seiner Tätigkeit wurden. Unter anderem berichtete er ab 1950 als erster westdeutscher Journalist nach dem Zweiten Weltkrieg aus Jugoslawien.
Ruge war von 1956 bis 1959 der erste Korrespondent der ARD in Moskau und von 1964 bis 1969 Korrespondent in den Vereinigten Staaten. 1970 übernahm er die Leitung des WDR-Hauptstadtstudios in Bonn, in den Jahren 1973 bis 1976 berichtete er für die Tageszeitung Die Welt aus Peking. Nach weiteren verschiedenen Funktionen beim WDR und der ARD, darunter von 1987 bis 1993 als Leiter des ARD-Studios in Moskau, ging Ruge am 1. September 1993 in den Ruhestand.
1961 gründete Gerd Ruge zusammen mit Felix Rexhausen und Carola Stern in Köln die deutsche Sektion von Amnesty International. Er war Mitglied des PEN-Zentrums Deutschland.

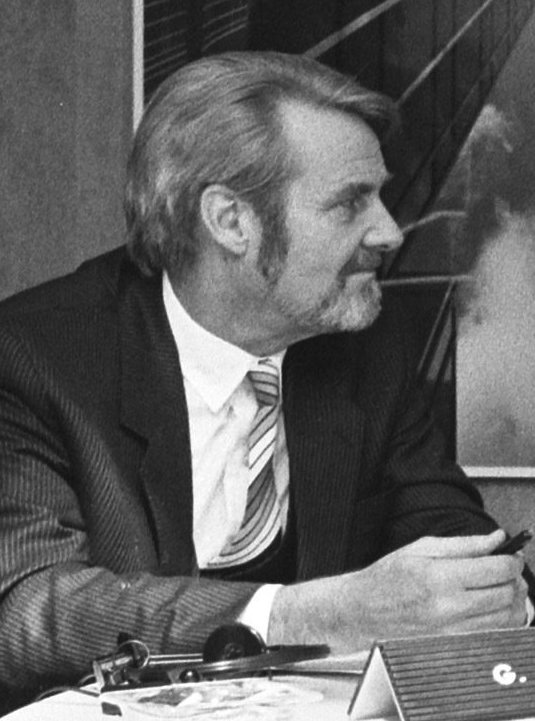
Gerd Ruge (1985)

Zusammen mit Klaus Bölling initiierte er 1963 die ARD-Sendung Weltspiegel. In den Jahren 1981 bis 1983 war er Moderator des ARD-Magazins Monitor. 1984/1985 war Ruge WDR-Fernsehchefredakteur. Zusammen mit Helmut Markwort leitete er die 3sat-Talkrunde NeunzehnZehn. Ebenfalls unter Ruge NeunzehnZehn moderierte diese Sendung auch seine TV-Kollegin Nina Ruge; beide sind jedoch nicht miteinander verwandt.
Von 1997 bis 2001 lehrte Ruge als Professor für Fernsehjournalismus an der Hochschule für Fernsehen und Film München.
Gemeinsam mit der Filmstiftung NRW vergab er seit 2002 jährlich das mit 100.000 Euro dotierte Gerd Ruge Stipendium, die höchste Fördersumme für Dokumentarfilme in Deutschland.
Im Ruhestand arbeitete Ruge als freier Journalist und trat dabei besonders durch seine Reisereportagen hervor.
Die nuschelnde Aussprache wurde zu seinem Markenzeichen. Die Frage, warum er sie sich nicht abgewöhnt habe, beantwortete er so: „Ich finde, wenn man zu deutlich spricht, hat das so etwas Lehrerhaftes.“
Gerd Ruge starb am 15. Oktober 2021 in München. Er wurde auf dem Münchner Nordfriedhof beigesetzt.

## Privates
Ruges erste Ehefrau war Fredeke Gräfin von der Schulenburg (1934–2010), die älteste Tochter aus der Ehe des NS-Widerstandskämpfers Fritz-Dietlof von der Schulenburg (1902–1944) mit Charlotte Kotelmann (1909–1991). Aus dieser Verbindung gingen die Kinder Elisabeth und Boris hervor. Später war Ruge mit der Autorin Lois Fisher verheiratet. Seine dritte Ehefrau war Irmgard Eichner, die ein halbes Jahr vor ihm starb.
Das Ehepaar lebte zuletzt in München-Bogenhausen.

## Bedeutende Reportagen
- 1968: Nach der Ermordung von Martin Luther King
- 1968: Amerika am 6. Juni (nach dem Attentat auf Robert F. Kennedy)
- 1991: Vier Tage im August und während des Putsches in Moskau
- 1997: Gerd Ruge unterwegs in Sibirien
- 1998: Gerd Ruge unterwegs in China
- 2000: Gerd Ruge unterwegs auf dem Balkan
- 2003: Gerd Ruge unterwegs in Afghanistan
- 2007: Sommer am Colorado: Die Rockies

## Auszeichnungen
- 1969: Adolf-Grimme-Preis mit Silber
- 1970 und 1971: Bambi
- 1972: Bundesverdienstkreuz
- 1991: Goldener Gong für die Berichterstattung aus Moskau während des Putschversuchs
- 1992: Goldene Kamera
- 1992: Berliner Bär der B.Z.
- 1992: Bundesverdienstkreuz 1. Klasse
- 1992: Besondere Ehrung beim Adolf-Grimme-Preis für seine Berichterstattung zu dem Augustputsch in Moskau
- 1993: Staatspreis des Landes Nordrhein-Westfalen
- 1994: Bayerischer Fernsehpreis (Sonderpreis) für seine Berichte als ARD-Korrespondent in Moskau
- 1998: Goldener Löwe, Goldene Feder
- 1999: Otto-Hahn-Friedensmedaille in Gold der Deutschen Gesellschaft für die Vereinten Nationen (DGVN) Berlin
- 1999: Aleksandr-Men-Preis
- 2001: Hanns-Joachim-Friedrichs-Preis
- 2001: Mitglied der Russischen Akademie der Naturwissenschaften
- 2002: Ritter des litauischen Großfürst-Gediminas-Ordens
- 2011: Ehrenpreis First Steps – Der Deutsche Nachwuchspreis
- 2014: Ehrenpreis der Stifter des Deutschen Fernsehpreises[11]
- 2014: Großes Bundesverdienstkreuz

## Bücher
- Pasternak. Eine Bildbiographie. Kindler Verlag, München 1958.
- Begegnung mit China. Eine Weltmacht im Aufbruch. Econ Verlag, Düsseldorf/Wien 1978, ISBN 3-430-17837-1
- Zwischen Washington und Moskau. Europa in der Konfrontation der Supermächte. Frankfurt/M.: Fischer o. J. [1985].
- Michail Gorbatschow. Biographie, S. Fischer Verlag, Frankfurt am Main 1990, ISBN 3-10-068506-7
- Weites Land. Russische Erfahrungen. Russische Perspektiven. Erfahrungsberichte, Berlin Verlag, Berlin 1996, ISBN 3-426-60750-6
- Sibirisches Tagebuch. Reisebericht, Berlin Verlag, Berlin 1998, ISBN 3-8270-0300-8
- Die Deutschen und ihre Nachbarn: Russland. Verlag C. H. Beck, München 2008, ISBN 978-3-406-57850-2
- Russland – Portrait eines Nachbarn, Verlag C. H. Beck, München 2008, ISBN 978-3-406-63324-9
- Unterwegs. Politische Erinnerungen. Hanser Verlag, Berlin 2013, ISBN 978-3-446-24369-9[12]